# Svetozar Marković
Para el futbolista, véase Svetozar Marković (futbolista).
Svetozar Marković , en serbio cirílico Светозар Марковић (9 de septiembre de 1846 - 26 de febrero de 1875) fue un líder socialista y escritor serbio, considerado uno de los impulsores del socialismo en los Balcanes.

## Vida
Nació en la ciudad de Zaječar. Su infancia la pasó en las localidades de Rekovac y Jagodina, hasta que su familia se trasladó finalmente a Kragujevac. Posteriormente estudió en la Gran escuela de Belgrado, que posteriormente se convertiría en la Universidad de Belgrado. Luego estudió en San Petersburgo, donde fue influenciado por diversos autores rusos, como Nikolái Chernishevski. También conoció a figuras como Dmitri Písarev y Lyuben Karavelov.
En 1869 abandonó Rusia, debido posiblemente a la posibilidad de ser arrestado por las autoridades rusas debido a sus ideas socialistas. Continuó sus estudios en Suiza, y empezó a relacionarse con un grupo de estudiantes, en el que estaba el futuro líder radical Nikola Pašić. Posteriormente regresó a los Balcanes, primero a Novi Sad, en aquel momento parte del Imperio Austrohúngaro, y luego a Serbia. Durante su estancia en Novi Sad, en 1872, publicó su obra más destacada, Srbija na istoku (Serbia en el Este).
Falleció de tuberculosis a los 28 años.